# روفسك
روفسك (بالفرنسية: Rufisque) هي مدينة في إقليم داكار في غرب السنغال، في شبه جزيرة الرأس الأخضر. يبلغ عدد سكانها 179,797 نسمة (حسب دراسة إحصائية 2002). في الماضي، كانت مدينة منائية مهمة في حد ذاتها، ولكنها الآن تعتبر جزءا من داكار.
مدينة روفسك هي كذلك عاصمة تقسيم روفسك ذي نفس الاسم، وهي تقع على بعد 25 كيلومتر (16 ميل) جنوب شرق داكار، عاصمة السنغال.

## تاريخ

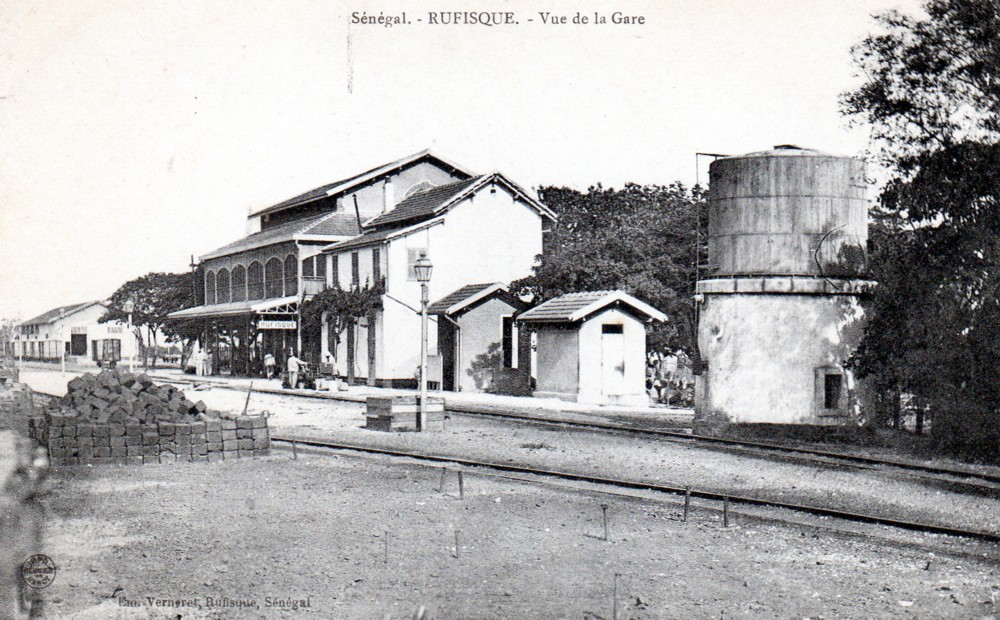
محطة قطار روفسك، سنة 1910

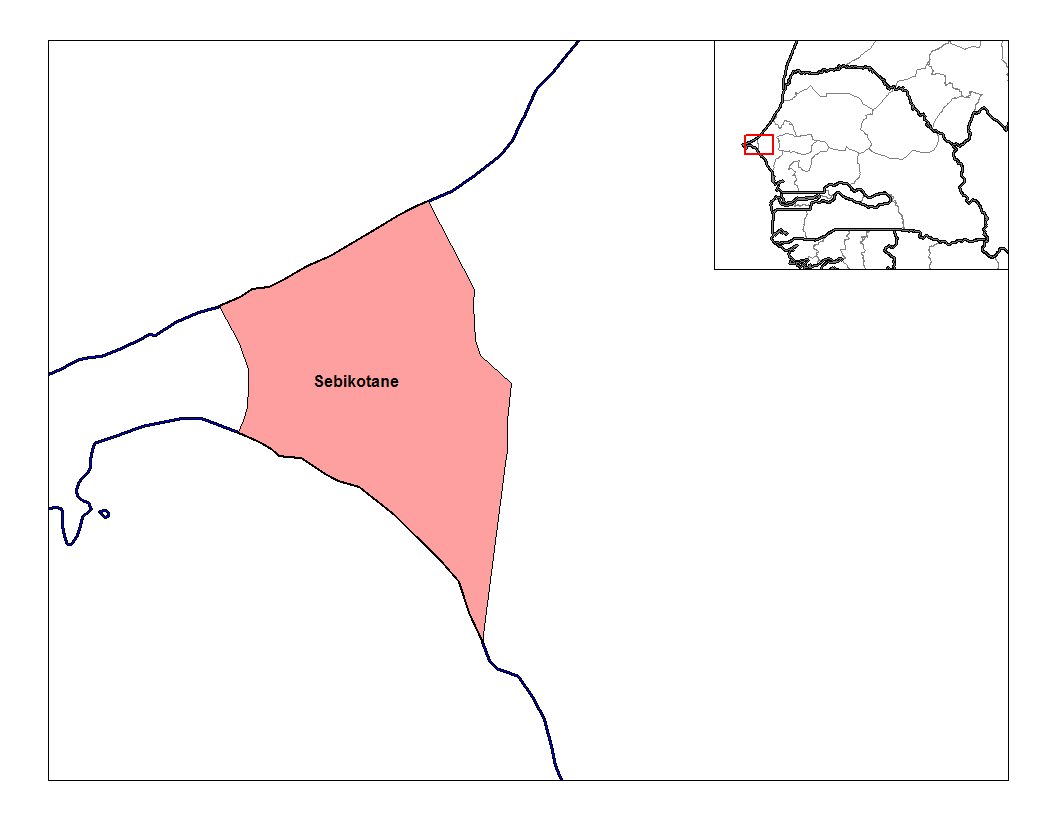
روفسك في شبه جزيرة الرأس الأخضر، السنغال

## توأمة
لروفسك اتفاقيات توأمة مع كل من:
- ريو دي جانيرو
- فاس (2007 - )

## أعلام
- شيخ ندوي
- مامادو سيك
- كريستوف ديهديو
- بابا بوبا ديوب
- غيران نداو